# Jansher Khan
Pour les articles homonymes, voir Khan (homonymie).
Jansher Khan, né le 15 juin 1969 à Peshawar, est un joueur de squash professionnel représentant le Pakistan.
Il est considéré comme l'un des plus grands joueurs de squash de tous les temps et possède le record du plus grand nombre de tournois PSA remportés par un joueur de squash. Il est intronisé en 2001 dans le Temple de la renommée du squash.

## Biographie
Sans lien de parenté avec l'autre empereur du squash mondial Jahangir Khan, ils sont néanmoins issus de la même ville, Peshawar au nord du Pakistan. Numéro 1 mondial pendant dix ans, de 1988 à 1998, Jansher Khan va succéder au grand Jahangir Khan. Huit fois champion du monde à titre individuel (World Open) entre 1987 et 1996 dont le premier acquis à seulement 18 ans en 1987, il sera finaliste en 1988 contre Jahangir Khan.
Champion du monde par équipes en 1987 et 1993, vainqueur de 99 titres professionnels sur le circuit PSA dont six fois de suite au prestigieux British Open, il a été pendant longtemps le seul joueur à avoir gagné le championnat du monde junior (en 1986) puis senior. Depuis, les Égyptiens Ramy Ashour et Mohamed El Shorbagy l'ont également réussi. Jansher Khan et Jahangir Khan se sont rencontrés 37 fois en compétition officielle : Jansher Khan remporta 19 victoires contre 18 pour Jahangir Khan.
Jansher Khan se retire du circuit mondial à la suite de problèmes aux genoux. En 2011, il est diagnostiqué comme souffrant de la maladie de Parkinson.
En 2018, il émet des critiques sur la fédération pakistanaise de squash et les joueurs de squash pakistanais pour leurs piètres performances aux championnats du monde junior en Inde (classée 8e par équipes, aucune tête de série et seulement deux joueurs qui ont atteint le 3e tour). Il regrette que sa proposition d'aider la fédération n'ait pas été acceptée.
Il a un fils, Kamran Khan, également joueur professionnel de squash, dont la mère est une fan de squash qui rencontre Jansher lors d'un tournoi en Angleterre, où ils commencent une relation. Mais Jansher, refuse de l'accepter comme son fils.Plus tard, la mère de Kamran porte plainte devant un tribunal malaisien qui interdit l'entrée de Jansher dans le pays, à la suite de quoi ce dernier a accepté Kamran et a offert de prendre en charge les frais de son éducation, ce que sa mère a refusé.

## Palmarès
- Record absolu du nombre de tournois PSA gagnés (99)
- World Open :
  - Victoire : 8 titres (1987, 1989, 1990, 1992, 1993, 1994, 1995 et 1996)
  - Finaliste : 1988.

| Année | Lieu                           | Vainqueur     | Finaliste      | Score                          |
| ----- | ------------------------------ | ------------- | -------------- | ------------------------------ |
| 1987  | Birmingham - Angleterre        | Jansher Khan  | Chris Dittmar  | 9–5, 9–4, 4–9, 9–6             |
| 1988  | Amsterdam -Pays-Bas            | Jahangir Khan | Jansher Khan   | 9–6, 9–2, 9–2                  |
| 1989  | Kuala Lumpur - Malaisie        | Jansher Khan  | Chris Dittmar  | 7–15, 6–15, 15–4, 15–11, 15–10 |
| 1990  | Toulouse – France              | Jansher Khan  | Chris Dittmar  | 15–8, 17–15, 13–15, 15–5       |
| 1992  | Johannesbourg – Afrique du Sud | Jansher Khan  | Chris Dittmar  | 14–17, 15–9, 15–4, 15–13       |
| 1993  | Karachi – Pakistan             | Jansher Khan  | Jahangir Khan  | 14–15, 15–9, 15–5, 15–5        |
| 1994  | Barcelone - Espagne            | Jansher Khan  | Peter Marshall | 10–15, 15–11, 15–8, 15–4       |
| 1995  | Nicosie - Chypre               | Jansher Khan  | Del Harris     | 15–10, 17–14, 16–17, 15–8      |
| 1996  | Karachi - Pakistan             | Jansher Khan  | Rodney Eyles   | 15–13, 17–15, 11–15, 15–3      |

- British Open :
  - Victoire : 6 titres (1992, 1993, 1994, 1995, 1996 et 1997).
  - Finaliste : 3 finales (1987, 1991 et 1998).

| Année | Vainqueur     | Finaliste       | Score                          |
| ----- | ------------- | --------------- | ------------------------------ |
| 1987  | Jahangir Khan | Jansher Khan    | 9-6, 9-0, 9-5                  |
| 1991  | Jahangir Khan | Jansher Khan    | 2-9, 9-4, 9-4, 9-0             |
| 1992  | Jansher Khan  | Chris Robertson | 9-7, 10-9, 9-5                 |
| 1993  | Jansher Khan  | Chris Dittmar   | 9-6, 9-5, 6-9, 9-2             |
| 1994  | Jansher Khan  | Brett Martin    | 9-1, 9-0, 9-10, 9-1            |
| 1995  | Jansher Khan  | Peter Marshall  | 15-4, 15-4, 15-5               |
| 1996  | Jansher Khan  | Rodney Eyles    | 15-13, 15-8, 15-10             |
| 1997  | Jansher Khan  | Peter Nicol     | 17-15, 9-15, 15-12, 8-15, 15-8 |
| 1998  | Peter Nicol   | Jansher Khan    | 17-16, 15-4, 15-5              |

- World Series Finals :
  - Victoire : 1993, 1994, 1997 et 1998.

| Année | Vainqueur    | Finaliste      | Score                      |
| ----- | ------------ | -------------- | -------------------------- |
| 1993  | Jansher Khan | Chris Dittmar  | 15-10, 10-15, 15-13, 15-8  |
| 1994  | Jansher Khan | Peter Marshall | 8-15, 15-8, 15-7, 15-9     |
| 1997  | Jansher Khan | Brett Martin   | 9-7, 9-5, 9-2              |
| 1998  | Jansher Khan | Simon Parke    | 15-12, 13-15, 15-11, 15-10 |